# Maurício Camuto
Maurício Agostinho Camuto C.S.Sp. (ur. 26 grudnia 1963 w Colungo Alto) – angolański duchowny rzymskokatolicki, biskup diecezjalny Caxito od 2020.

## Życiorys

### Prezbiterat
Święcenia kapłańskie przyjął 28 lipca 1991 w zakonie duchaczy. Był m.in. rektorem seminarium propedeutycznego i scholastykatu, dyrektorem krajowej rozgłośni radiowej Radio Ecclesia oraz przełożonym angolskiej prowincji zakonnej.

### Episkopat
15 czerwca 2020 roku został mianowany przez papieża Franciszka biskupem diecezji Caxito. Sakry biskupiej udzielił mu 16 sierpnia 2020 roku arcybiskup Filomeno do Nascimento Vieira Dias.